# Scuola media superiore italiana di Rovigno
La Scuola media superiore italiana di Rovigno (abbreviata in SMSI Rovigno; in croato Srednja talijanska škola Rovinj, in breve STS Rovinj) è una scuola pubblica per la minoranza italiana a Rovigno in Croazia. La scuola fu istituita nel 1872.